# منفيس
منفيس ((بالإغريقية: Μνέυις)‏, (بالقبطية: ⲉⲙⲛⲉⲩⲓ)‏) هو الاسم الهيليني لإله مصري قديم يتخذ هيئة الثور المقدس، والذي كان مركز عبادته في هليوبوليس، وكان معروفًا للمصريين القدماء باسم مر ور أو من ور.
على الرغم من أنه كان في البداية إلهًا مستقلاً، إلا أنه تم دمجه لاحقًا مع الإله أتوم-رع كتمثيله الجسدي، ويُعتبر أيضًا الـ "با" الخاصة بـ رع. يتم تصوير منفيس غالبًا كثور أسود يرتدي قرص الشمس وصل على رأسه. وكما ذكر بلوتارخ، كان ثور منفيس ثانيًا بعد ثور أبيس المنفي من حيث الأهمية. وبالمثل مع ثور أبيس، كانت تحركات ثور منفيس تُعتبر مدفوعة بالإرادة الإلهية، وتستخدم كـ وسيط روحي. وذهب كهنة منفيس إلى حد الزعم بأن منفيس ليس سوى والد أبيس الأكثر شهرة.
كان لثور منفيس حق الحصول على محظيتين، تحديدًا بقرتين تمثلان حتحور وإوسعاست. عندما يموت الثور، يتم تحنيطه ودفنه بجميع التكريمات في جبانة مخصصة تقع بالقرب من المعبد في هليوبوليس. وكان هناك أيضًا مكان دفن مخصص لما يسمى "أمهات منفيس"، اللواتي يعتبرن تجسيدًا لإلهة البقر حسات. بعد وفاة ثور منفيس، يتم البحث عن بديل له، عادةً ما يكون ثورًا أسود بالكامل. لم يكن هناك سوى ثور منفيس واحد في كل وقت.
كانت عبادة منفيس من بين القليلة التي تم التسامح معها خلال "الهرطقة العمارنية" للملك أخناتون، ربما بسبب صفاتها الشمسية. من المعروف أن أخناتون أمر ببناء مقبرة لثيران منفيس في أخت آتون، على الرغم من أنها لم يتم العثور عليها بعد.